# Сукачёв, Владимир Николаевич
Влади́мир Никола́евич Сукачёв (26 мая (7 июня) 1880, Харьковская губерния — 9 февраля 1967, Москва) — российский и советский геоботаник, лесовод, эколог, палеонтолог и организатор науки, академик АН СССР (1943), заслуженный деятель науки РСФСР (1960), Герой Социалистического Труда (1965).
Ввёл в науку понятие «биогеоценоз» (1942), заложил основы научного направления — биогеоценологии.

## Биография
Родился 26 мая (7 июня) 1880 года в селе Александровка, Змиевской уезд, Харьковская губерния, в семье управляющего поместьем, мать — из обедневших дворян.
В 1898 году окончил Харьковское реальное училище.
В 1902 году, после окончания Санкт-Петербургского лесного института со званием лесовода первого разряда, стал работать ассистентом в том же институте. Ученик академика И. П. Бородина и Г. Ф. Морозова. В 1905 году был направлен на стажировку в Германию.
В 1911—1919 годах преподавал на Петербургских Высших женских сельскохозяйственных курсах и на Высших географических курсах.
В 1912—1918 годах работал в Ботаническом музее РАН.
В 1915 году принимал участие в организации и разработке устава Русского ботанического общества.
В 1919—1941 годах возглавлял созданную им кафедру дендрологии и систематики растений Лесного института.
В 1924—1926 годах заведовал акклиматизационным отделом в Главном ботаническом саду АН СССР, а в 1932—1933 годах — отделом геоботаники Ботанического института АН СССР.
В 1941—1943 годах заведовал кафедрой биологических наук Уральского лесотехнического института в Свердловске.
1944 — начальник Южно-Киргизской экспедиции Совета по изучению производительных сил АН СССР (СОПС).
27 сентября 1943 года избран действительным членом АН СССР по отделению биологических наук (ботаника, фитоценология, биогеоценология, фитопатология).
В 1944 году переехал в Москву.
В 1944—1948 годах — профессор Московского лесотехнического института, заведующий кафедрой дендрологии и систематики растений.
В 1946—1953 годах — профессор географического факультета МГУ, заведующий кафедрой геоботаники / кафедра ботанической географии (1951) / кафедра биогеографии (1953).
В Академии наук СССР организовал:
- 1944 — Институт леса и древесины, которым руководил до 1958 года (Институт леса им. В. Н. Сукачёва (с 1964) СО РАН);
- 1959 — Лабораторию лесоведения АН СССР (1958, ныне Институт лесоведения РАН), которой руководил до 1962 года;
- 1964 — Лабораторию биогеоценологии при Ботаническом институте АН СССР (руководил до 1966 года).

В 1955 году подписал «Письмо трёхсот».
Активно работал в научных обществах: был президентом Московского общества испытателей природы (1955—1967), председателем Комиссии по изучению четвертичного периода (1956—1967).
Скончался 9 февраля 1967 года в Москве. Похоронен на Введенском кладбище (11 уч.).

## Награды и премии
В. Н. Сукачёв был награждён:
- 1902 — Золотая медаль Лесного института
- 1912 — Малая серебряная медаль Русского географического общества — 1912
- 1914 — Медаль имени Н. М. Пржевальского
- 1940 — Большая серебряная медаль Всесоюзного географического общества
- 1942 — Орден «Знак Почёта», 15 ноября 1942.
- 1945 — Орден Трудового Красного Знамени, 10 июня 1945.
- 1946 — Медаль «За доблестный труд в Великой Отечественной войне 1941—1945 гг.»
- 1949 — Медаль имени П. П. Семёнова-Тян-Шанского
- 1950 — Золотая медаль имени В. В. Докучаева, за творческое развитие научных идей В. В. Докучаева о взаимосвязях и взаимозависимостях между почвой, растительностью и другими природными условиями, а также за плодотворную деятельность по организации научных работ по защитному лесоразведению.
- 1953 — Орден Ленина, 19 сентября 1953
- 1959 — Орден Ленина, 6 июня 1959
- 1965 — Герой Социалистического Труда, 8 июня 1965, с вручением ордена Ленина и золотой медали «Серп и Молот» (№ 10458)[10].

## Членство в организациях
- 1915 — Всероссийское ботаническое общество, член-учредитель, президент (с 1946), почётный президент(с 1964 года).
- 1916 — Русское палеонтологическое общество, член-учредитель.
- 1927 — Чехословацкая земледельческая академия (Брно), член-корреспондент.
- Московское общество испытателей природы, президент (с 1955).
- Комиссия по изучению четвертичного периода, председатель (с 1956).
- 1930 — Королевского фитогеографического общество Швеции.
- 1936 — Ботаническое общество Польши.
- 1937 — ВКП(б)
- 1956 — Научное общество лесного хозяйства Финляндии.
- 1957 — Шведское общество охраны природы.
- 1959 — Действительный член Польской Академии наук.
- 1961 — Немецкое ботаническое общество, член-корреспондент.

## Память
В честь В. Н. Сукачёва назван мыс (мыс Сукачева, Курильские острова, остров Кунашир, название мысу присвоено после 1946 г.).
В 1979 году Академия наук СССР учредила Золотую медаль и премию имени В. Н. Сукачёва.
В 2001 году учреждена премия им. В. Н. Сукачёва — за лучшие работы в области экологии.
Институт леса имени В. Н. Сукачёва Сибирского отделения РАН.
Часть гербария Сукачёва — растения Курской губернии, 1000 листов — находится в Гербарии имени И. П. Бородина Санкт-Петербургской лесотехнической академии.
В честь В. Н. Сукачёва были названы новые виды растений:
- Aira sukatschewii Popl. ex Roshev.
- Deschampsia sukatschewii Roshev.
- Saussurea sukaczevii Lipsch.
- Senecio sukaczevii Schischk.
- Syncalathium sukaczevii Lipsch.
- Tephroseris sukaczevii (Siskin) Holub
- Betula ×sukaczewii Soczava
- Climacoptera sukaczevii Botsch.
- Salsola sukaczevii (Botsch.) A.J.Li
- Sedum sukaczevii Maximova
- Carex sukaczovii V.I.Krecz.
- Astragalus sukaczevii Derviz-Sokolova & Elenevsky
- Aconitum sukaczevii Steinb.
- Pulsatilla sukaczewii Juz.
- Alchemilla sukaczevii V.N.Tikhom.
- Ulmus sukaczevii Andronov
- Viola ×sukaczewii Vl.V.Nikitin
- Rhamnus sukatschewii E.L.Wolf